# Kampun
Kampun es una comuna (khum) del distrito de Sesan, en la provincia de Stung Treng, Camboya. En marzo de 2008 tenía una población estimada de 3136 habitantes.
Se encuentra ubicada al noreste del país, a escasa distancia de la confluencia de los ríos Mekong y Tonlé San, y de la frontera con Laos.